# Aktineq Glacier
Aktineq Glacier är en glaciär i Kanada.   Den ligger i territoriet Nunavut, i den nordöstra delen av landet, 3 100 km norr om huvudstaden Ottawa. Aktineq Glacier ligger 426 meter över havet.
Terrängen runt Aktineq Glacier är huvudsakligen kuperad, men den allra närmaste omgivningen är platt. Terrängen runt Aktineq Glacier sluttar söderut. Trakten runt Aktineq Glacier är nära nog obefolkad, med mindre än två invånare per kvadratkilometer.. Det finns inga samhällen i närheten.
Trakten runt Aktineq Glacier består i huvudsak av gräsmarker.